# Wembley (distrikt)

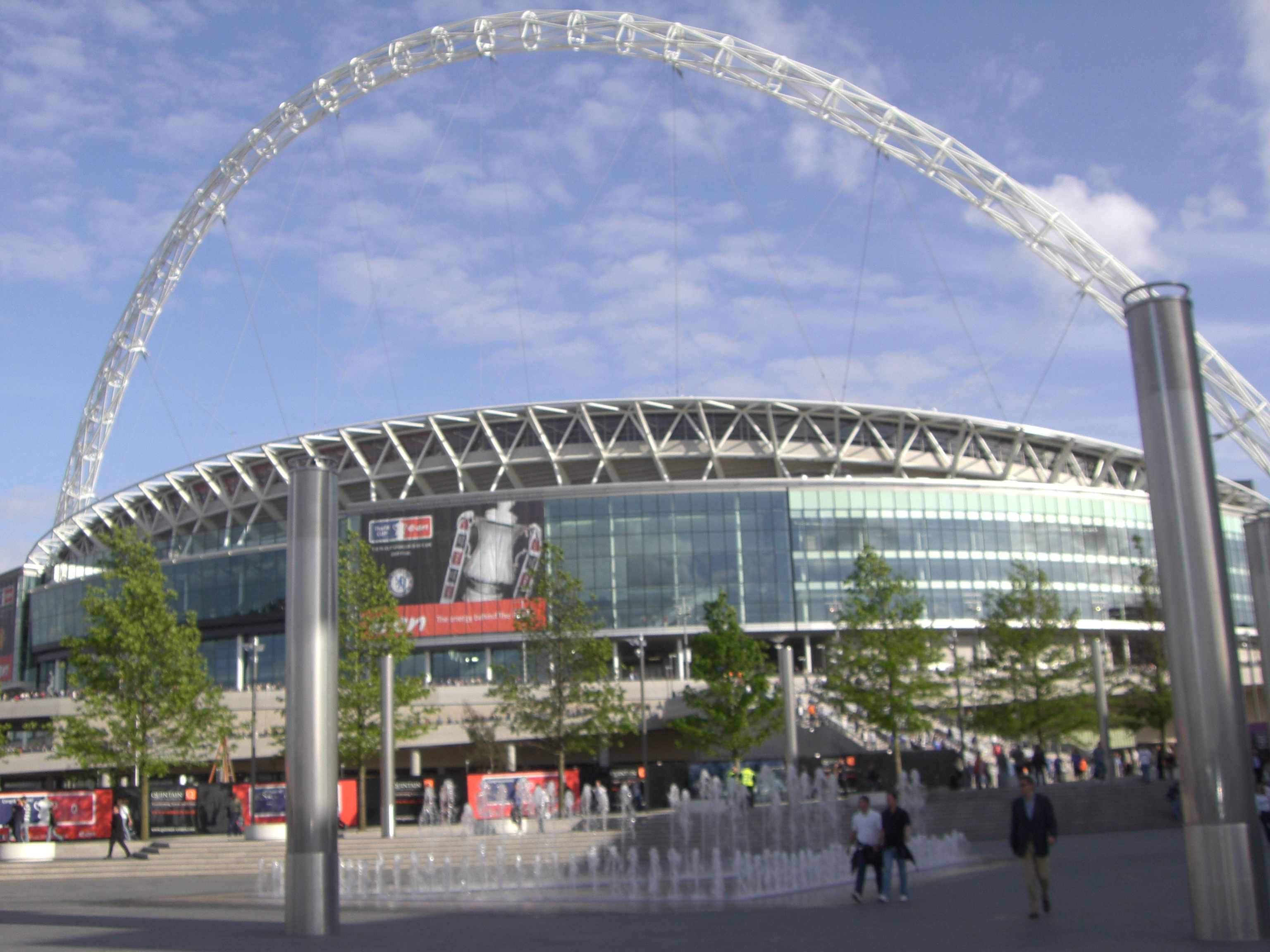
Arenan Wembley Stadium är ett välkänt landmärke i Wembley

Wembley är en stadsdel (district) i nordvästra London, England, och är en del av London Borough of Brent. Stadsdelen ligger cirka 13 km nordväst om Charing Cross och är mest känt för Wembley Stadium, Englands nationalarena i fotboll, samt Wembley Arena.